# کرنال
کرنال
برای جنگ کرنال به مقاله‌ای با همین نام مراجعه شود.
کرنال (هندی: करनाल) نام شهری است در ایالت هاریانا در شمال کشور هندوستان. این شهر در سرشماری سال ۲۰۰۱ جمعیتی برابر ۲۱۰٫۴۷۶ نفر داشته‌است.
جنگ کرنال که نادرشاه افشار پس از پیروزی در آن هندوستان را فتح کرد به تاریخ ۵ اسفند ۱۱۱۷ (۱۵ ذی‌القعده ۱۱۵۱ ه‍.ق/ ۱۳ فوریه ۱۷۳۹ م) در این منطقه اتفاق افتاد.